# Замак на острву Тракај
Замак на острву Тракај (литв. Trakų salos pilis) налази се у Тракају, у Литванији, на острву у језеру Галве. Замак каткад називају „Малим Маринбургом”.
Изградња каменога дворца, коју је наложио Кејстут, почела је у 14. веку, а главни радови су завршени око 1409. године за време владавине његовог сина Витолда, који је умро у том дворцу 1430. године.
Тракај је био један од главних средишта Велике кнежевине Литваније, а замак је имао велику стратешку важност.

## Изградња

### Прва фаза
Овај замак је грађен у неколико фаза. За време прве фазе, у другој половини 14. века, замак је грађен на три језерска острва, по заповести великог кнеза Кејстута. Изградња овог замка везана је за проширење и ојачање дворца на Тракајском полуострву. Кејстут је за то време преместио своје боравиште и благо на острвски замак.
Замак је претрпео велику штету током напада тевтонских витезова 1377. године. Након што је убијен Кејстут, настала је борба за власт између Владислава II Јагелоа и Витолда Великог за титулу великог кнеза. Замак је био опседан с обе стране. Након што су се ствари о том питању средиле, уследило је помирење сукобљених страна, па је могла почети друга фаза изградње. Радови су се наставили до 1409. године. Та фаза се сматра главном у изградњи овог замка. За време примирја с тевтонским витешким редом, грађевинске радове је надзирао мајстор Радике, четири године пре битке код Гринвалда.

### Друга фаза
У другој фази изградње, додата су два крила, а на јужној је страни изграђена шестоугаона (35 метара висока) донжон кула (кула задњег упоришта, најјача кула, главна кула). Кула је имала покретна врата која је одвајала палату од предворја. Имала је вишеструку намену: поред тога што је служила као још једна одбрамбена структура, имала је капелицу и одељке за становање. Била је повезана с вишеспратном кнежевом палатом, која је имала унутрашње двориште. Унутрашње двориште имало је дрвене галерије, које су биле смештене дуж унутрашњег зида. Њих су користили за приступ разним помоћним просторијама без потребе уласка унутар саме палате.
Цело јужно крило јужне палате се користило као кнежева дворана. Имала је размере 10 × 21 метар, а величином ју је надвисила само Горња палата у комплексу замкова у Вилњусу. Кнежева дворана је сачувала свој изворни декор.
Главни грађевински материјал биле су такозване готичке опеке. Камени блокови су коришћени само у темељима и горњим деловима зграда, кула и зидина. Замак је био декорисан на разне начине. Његов свеукупни стил градње, након друге фазе изградње, може се описати као готика са својствима романеске.

### Трећа фаза
Проширење преддворја у 15. веку представља трећу фазу тракајског развоја. Зидине замка су ојачане до дебљине од 2,5 метра и издигнуте додатним паљбеним галеријама. Три главне одбрамбене куле обновљене су на угловима. Југозападна кула је служила и као затвор. Задњи спрат на кулама био је намењен војницима и у њему су били смештени бројни топови. Изграђена је главна вратарска кућа која је, заједно с главном кулом кнежеве палате, имала покретна врата. Вратарска кућа је била ојачана са додатним одељцима намењеним паљбеним галеријама. Близу унутрашњих зидова обновљено је неколико зграда, укључујући и одаје, кухиње и остале краљеве просторије. Када је замак пролазио проширење у 15. веку, ниво воде у језеру Галве био је неколико метара виши него што је данас. Градитељи замка су то искористили и кнежеву палату одвојили од предворја помоћу водом испуњеног канала, довољно широког за мала пловила. Палата и предворје су били спојени вратима која су се могла подигнути у случају непријатељског напада.

## Пропадање до стања непоправљивости
Замак је изгубио на војној важности након битке код Грунвалда (литванског Жалгириса), када је пољско-литванска војска поразила свог главног непријатеља. Замак је преображен у резиденцију и наново је декорисан изнутра. По зидовима су осликане нове фреске, које су данас делимично сачуване. У кнежевој палати су примани страни изасланици.
Зна се да је Јогало посећивао замак 13 пута између 1413. и 1430. године.
Године 1414. фламански путник Жилбер де Ланој описао је замак овим речима:
Стари замак се налази на једној страни језера, на чистини, други стоји усред језера, на топомету старом замку. Потпуно је нов, зидан од опека према француском узору.
Велики кнез Витолд је умро у дворцу, не крунисавши се за краља Литваније 1430. године. За време владавине Зигмунда II Августа замак је редекорисан у ренесансном стилу, а једно краће време је служио као летња краљевска резиденција.
У замку се до 1511. године чувала "Литванска метрика".
Касније је замак служио као затвор. За време ратова с Московском кнежевином у 17. веку, замак је био оштећен и дуго после тога није био обнављан. Поступно је пао у непоправљиво стање.

## Обнова
Током 19. века припремљени су планови за обнову. Изворне фреске је осликао и копирао Винцентас Смакаускас. Царски археолошки одбор је 1888. године иницирао документовање остатака замка. Године 1905. руске царске власти су одлучиле да делимично обнове остатке замка. За време Првог светског рата Немци су у замак довели стручњаке који су неколико пута покушали да га обнове. У раздобљу од 1935. до 1941. године делови кнежеве палате су ојачани, а обновљена је и југоисточна кула преддворја, укључујући део њених зидина. На том пројекту обнове радили су литвански и пољски стручњаци, али радови су прекинути због Другог светског рата. После Другог светског рата, 1946. године, почела је велика обнова; активни радови су кренули између 1951. и 1952. године. Главна фаза обнове окончана је 1961. године. Дворац је обновљен у стилу 15. века.
Данас је дворац велика туристичка атракција Литваније.

## Галерија
- Бочни поглед
- Бочни поглед на кнежеву палату
- Замак у рушевинама 1877. године